# Юрай Яношик
Юра́й Я́ношик (словац. Juraj Jánošík, вимовляється словацька: [ˈjuraj ˈjaːnɔʃiːk], пол. Jerzy Janosik, угор. Jánosik György; хрещений  25 січня 1688 — 17 березня 1713, Ліптовський Мікулаш) — легендарний словацький розбійник (словац. zbojník), герой багатьох легенд і художніх творів, де його образ значно міфологізований. Національний герой Словаччини.
У творах Янко Краля описаний як Janošjak (Янощак) та в судових вироках як Jánošák (Яношáк).

## Біографія
Юрай Яношик народився в селі Терхова у Габсбурзькій монархії, в комітаті Тренчен (нині в районі Жиліна, північно-західна Словаччина) в заможній селянській родині Мартіна Яношика і Ганни Чишнікової. Хрещений у церкві Пресвятої Трійці в Варіні, хресними батьками Юрая стали Якуб Мер'яд і Барбара Криштафікова. У 1706 році вступив в куруцьку армію Ференца Ракоці, повсталого проти австрійського панування, після його поразки біля Тренчина служив в австрійській армії в гарнізоні Битчанського Града. Там познайомився з розбійником Томашем Угорчиком і разом з його бандою крав і продавав коней у Польщу. Пізніше очолив банду. Вперше був спійманий в 1712 році, але підкупив варту і втік. У 1713 році його знову схопили в Кленовці. 16 березня 1713 року Яношик був звинувачений в численних розбоях, а також вбивстві священика Юрая Вентіка, яке він так і не визнав навіть після тортур. 17 березня 1713 року був страчений через повішення за ребро.

## Легендарність народного героя

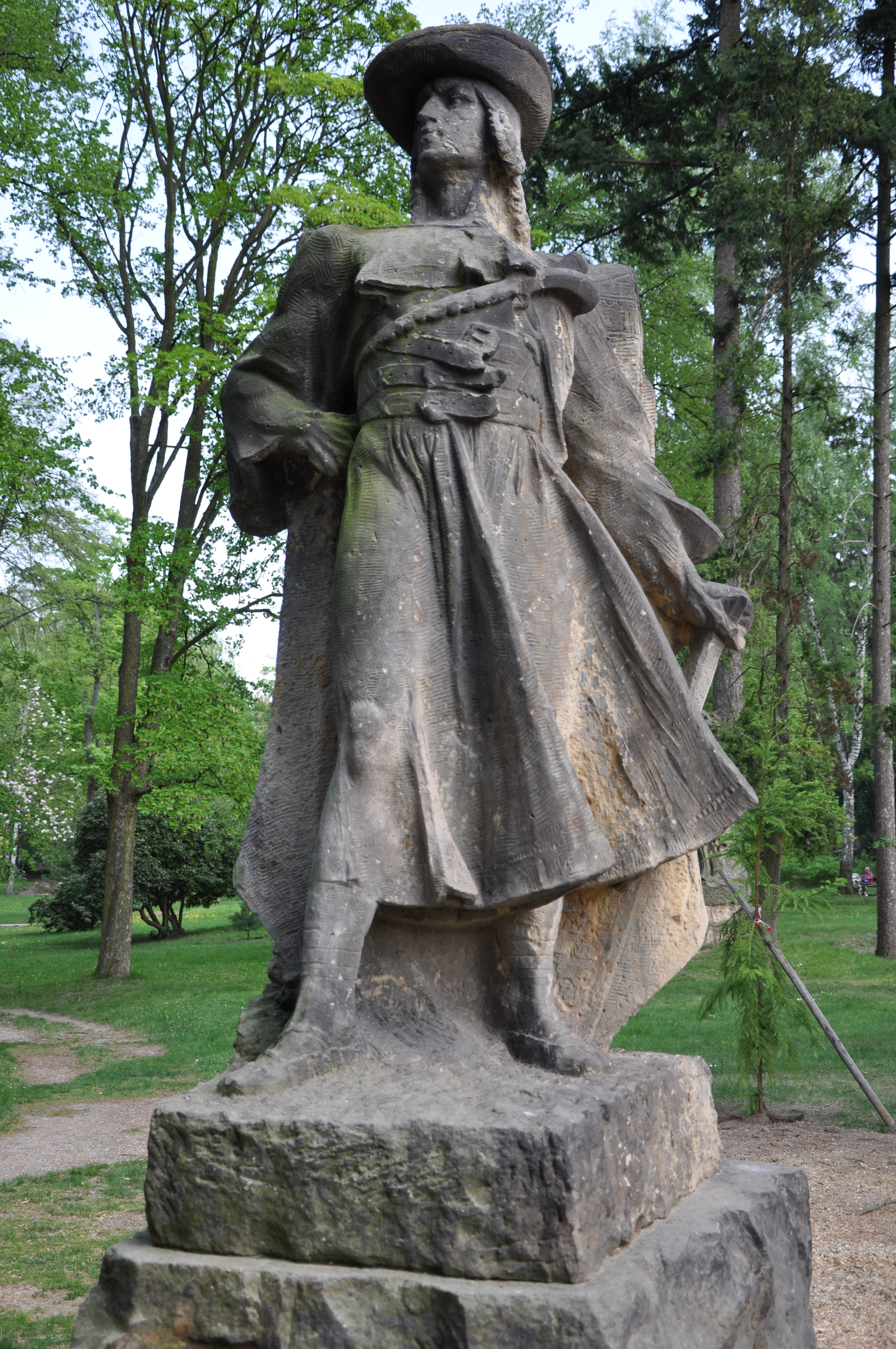
Статуя Яношика в парку Сметани у Горжицях, Чехія

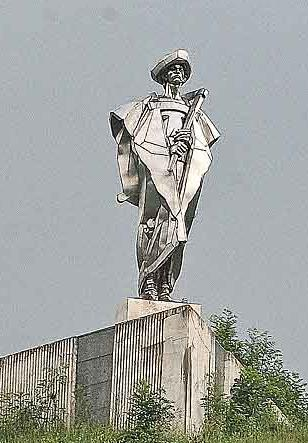
Пам'ятник Яношику на його батьківщині у селі Терхова

За словацькими легендами, Юрай Яношик зі своєю ватагою жив у лісах між Жиліною та Ліптовським Мікулашем і нападав там на проїжджих. За польськими сказаннями, грабував також і в Польщі. У Словаччині Яношик носить ореол Робіна Гуда: «у багатих брав, бідним давав». Він відомий і в Чехії, чеський класик Алоїс Їрасек включив легенди про нього в «Стародавні чеські легенди», які видавалися й українською мовою; поляки його сприймають як свого татранського героя. Білоруський поет Максим Танк присвятив Яношику вірші.
Йому присвячено безліч художніх творів:
- Перший повнометражний словацький чорно-білий фільм «Яношик» (1921).[1]
- Чехословацькі фільми 1935 і 1963 рр.
- Польський фільм 1974.
- Польський серіал 1973—1974[2].
- Чехословацький мультиплікаційний серіал «Розбійник Юрко» (1976).
- Балада для дітей словацької письменниці Маргіти Фігулі (1980).
- Кінофільм «Яношик: Правдива історія» (2009) спільного виробництва Словаччини, Польщі та Чехії.